# 워런 피너티
워런 피너티(Warren Finnerty, 1925년 4월 9일 ~ 1974년 12월 22일)는 미국의 연극 배우이다.
브루클린에서 태어났으며 뉴욕에서 사망하였다.

## 영화
- 닭싸움꾼 (1974년) - 샌더스 역
- 키드 블루 (1973년)
- 래핑 폴리스맨 (1973년)
- 마지막 영화 (1971년)
- 백색 공포 (1971년) - 새미 역
- 말로우 (1969년)
- 이지 라이더 (1969년)
- 영창 (1964년)
- 전당포 (1964년)
- 커넥션 (1962년)